# Leonard Borwick
Pour les articles homonymes, voir Borwick.
Leonard Borwick (né le 26 février 1868 à Walthamstow près de Londres et mort le 15 septembre 1925 au Le Mans dans la Sarthe), est un pianiste britannique.

## Biographie
Leonard Borwick travaille le piano avec Clara Schumann, de 1883 à 1889, à Francfort, en Allemagne. Il fait ses débuts dans cette ville, en 1889. Il rentre ensuite en Angleterre, puis effectue une série de tournées triomphales en France, en Allemagne, et dans toute l'Europe (notamment en Scandinavie). En 1911, il entreprend une grande tournée en Amérique et en Australie. Alors que longtemps son vaste répertoire couvre la période de Jean-Sébastien Bach jusqu'à Johannes Brahms (avec une certaine prédilection pour la musique de Robert Schumann), il s'intéresse à la fin de sa vie à la musique française de son temps (Claude Debussy et Maurice Ravel). Il réalise une transcription pour piano du Prélude à l'après-midi d'un faune de Debussy quasiment la même semaine que George Copeland pour la même œuvre.